# Ganz Ábrahám

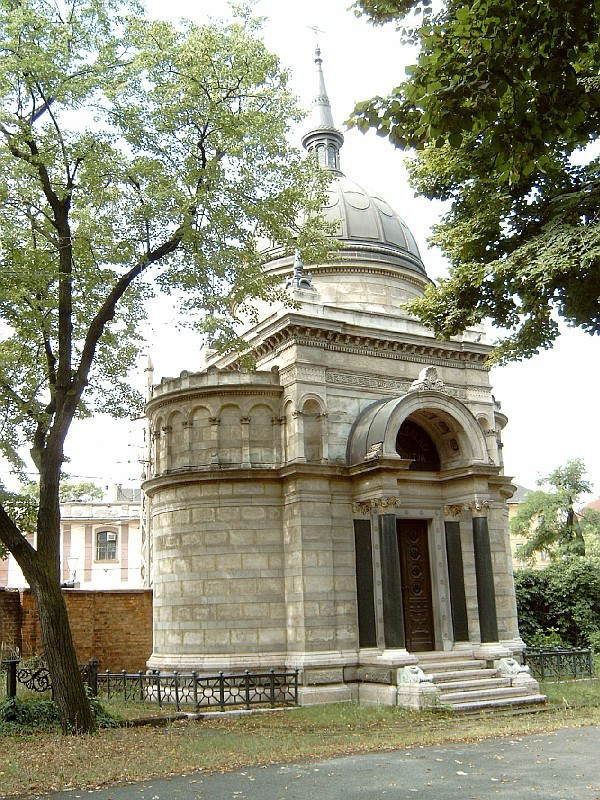
Ganz Ábrahám mauzóleuma Budapesten. Kerepesi temető: J. 191-193. Tervezői: Ybl Miklós és Hubert József. Kivitelező: Hofhauser Lajos.

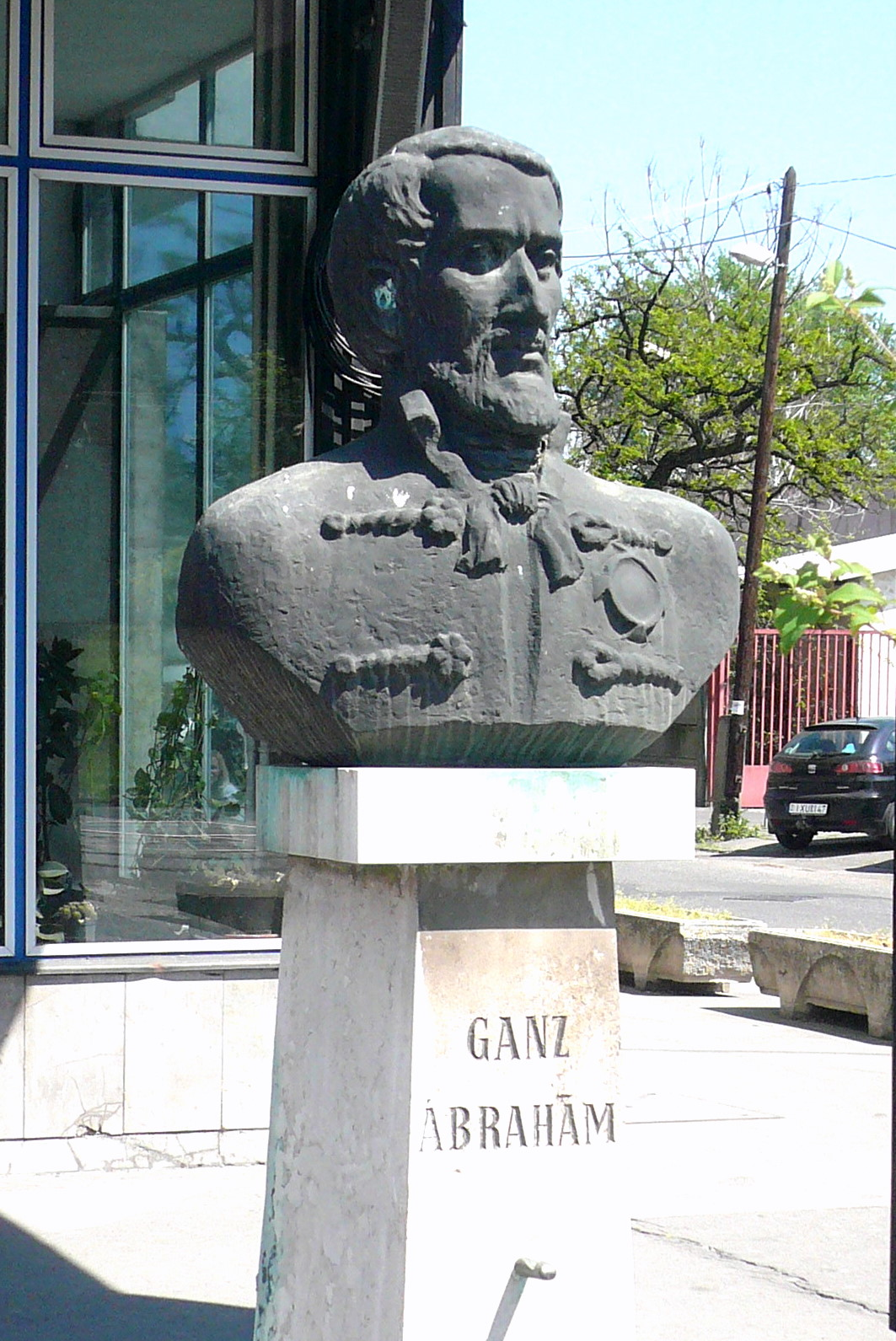
Ganz Ábrahám mellszobra Kispesten

Ganz Ábrahám (Unter-Embrach, Svájc, 1814. november 6. vagy február 6. – Pest, 1867. december 15.) svájci származású vasöntőmester, gyáros, a magyar nehézipar egyik megteremtője, aranykoronás érdemkereszt tulajdonosa, Buda városának tiszteletbeli polgára.

## Életpályája
„Ganz Ábrahám egy kilencgyerekes református kántortanító legidősebb fiaként született a svájci Unter Embrachban, édesanyját korán elveszítette.”
1844-ben hozta létre vasöntödéjét Budán.
Saját szabadalma alapján gyártott kéregöntésű vasúti kerekeket, vasúti kereszteződési csúcsbetéteket, gabonaipari őrlőhengereket. 

1843-ban egy öntés során súlyos balesetet szenvedett, majdnem megvakult, de a bal szeme megmaradt. „A fél szem oda, de az öntés sikerült.” - mondta. Az őrlőhengereken kívül nyomdai préseket, mérlegeket, mezőgazdasági gépeket és épületdíszeket készített, ezeket a gyártmányokat  1842-ben az iparmű kiállításon mutatták be. 

Az épülő Lánchíd építői, és az Óbudai Hajógyár vezetőinek rendelését nem tudta teljesíteni, mert Széchenyi István megtiltotta a kőszénszállítást, azonban Kossuth Lajos rábeszélte Széchenyit, hogy vonja vissza a szénszállítás megtiltását. 

1849-ben Ne bántsd a magyart! feliratú ágyúcsöveket öntött. Haynau hatheti fogságra ítélte, amelyből csupán néhány napot töltött le.
Munkája eredményeként fejlődtek ki szerény üzeméből az idők során az ismert Ganz vállalatok. A túlfeszített munka és családi problémái idegrendszerét kikezdték. 1867 decemberében a Dunán túl korán kezdett el zajlani a jég, emiatt le kellett állítani a hajózást, mely megbénította az üzemét és emiatt a gyáros nem tudta teljesíteni a határidős szállításokat.

## Magánélete
1849-ben feleségül vette Heiss Lőrinc kékfestő lányát, Heiss Jozefát. Egy örökletes betegségben meghalt a fivére, Konrád. Ganz érezte, hogy neki is ugyanaz lesz a sorsa. 1867. december 15-én öngyilkosságot követett el: palotájának egyik emeletéről levetette magát, és szörnyethalt. A házasságából született egy lánya, Ganz Jozefina.

## A Ganz vállalatok az alapító halála után
Ganz Ábrahám halála után örökösei Ganz közvetlen munkatársait: Eichleter Antalt, Keller Ulrikot és  Mechwart Andrást bízták meg a gyár vezetésével. A gyár ekkor vette fel a „Ganz és Társa” nevet. Az öt részlegből álló és mintegy 370 alkalmazottat foglalkoztató céget a Ganz család eladta, részvénytársasággá alakította Ganz és Társa Vasöntő és Gépgyár Rt., műszaki igazgatójának Mechwart Andrást nevezték ki, akinek irányításával 1869 után a Monarchia egyik legjelentősebb vállalatcsoportja jött létre. Legnagyobb horderejű intézkedése mégis a villamos osztály létrehozása volt, mert egy új iparág alapjait teremtette meg. Mechwart ekkor már vezérigazgató volt. Az egyfázisú transzformátor meghozta a Ganznak a világhírt.
Az eredeti öntödében 1964-ig folyt a termelés. Ekkor a Budapest II. kerületében levő gyárat leállították, s a kéregöntöde berendezéseit megőrizve a ma is látogatható Öntödei Múzeummá alakították.

## Emlékezete
- Sok cég vette fel nevét (Ganz vállalatok)
- Mellszobra a Ganz Műszer Művek EKM gyára (Budapest XIX. Üllői út 200) előtt látható
- Sárneczky Krisztián és Sipőcz Brigitta nevéhez fűződik a 115885 Ganz kisbolygó felfedezése, amelyet 2003. november 6-án észleltek először, és az ő tiszteletére nevezték el. Az 1-2 kilométer átmérőjű aszteroida 3,60 év alatt kerüli meg a Napot.[7]
- Spiró György 2021-ben GANZ címen drámai formában dolgozta fel a vasöntőmester életét, mely a Mozgó Világ szeptemberi számában jelent meg. Eredetileg librettónak készült a szöveg, melynek megírására Fekete Gyula kérte fel a szerzőt. A darab eddig még nem került bemutatásra.